# Parczew (województwo wielkopolskie)
Parczew – wieś w Polsce położona w województwie wielkopolskim, w powiecie ostrowskim, w gminie Sieroszewice. Leży ok. 6 km na wschód od Ostrowa Wlkp., przy drodze Ostrów-Grabów nad Prosną.
Znany od 1411. Pod koniec XVIII wieku właścicielem wsi był Józef, syn Pawła Skórzewskiego. Przed rokiem 1887 miejscowość przynależała administracyjnie do powiatu odolanowskiego, W latach 1975–1998 do województwa kaliskiego, a w latach 1887–1975 i od 1999 do powiatu ostrowskiego. W końcu XIX wieku wieś liczyła 17 domów i 128 mieszkańców, a folwark (należący do hrabiowskiej rodziny Szembeków) 6 domów i 90 mieszkańców.

## Zabytki

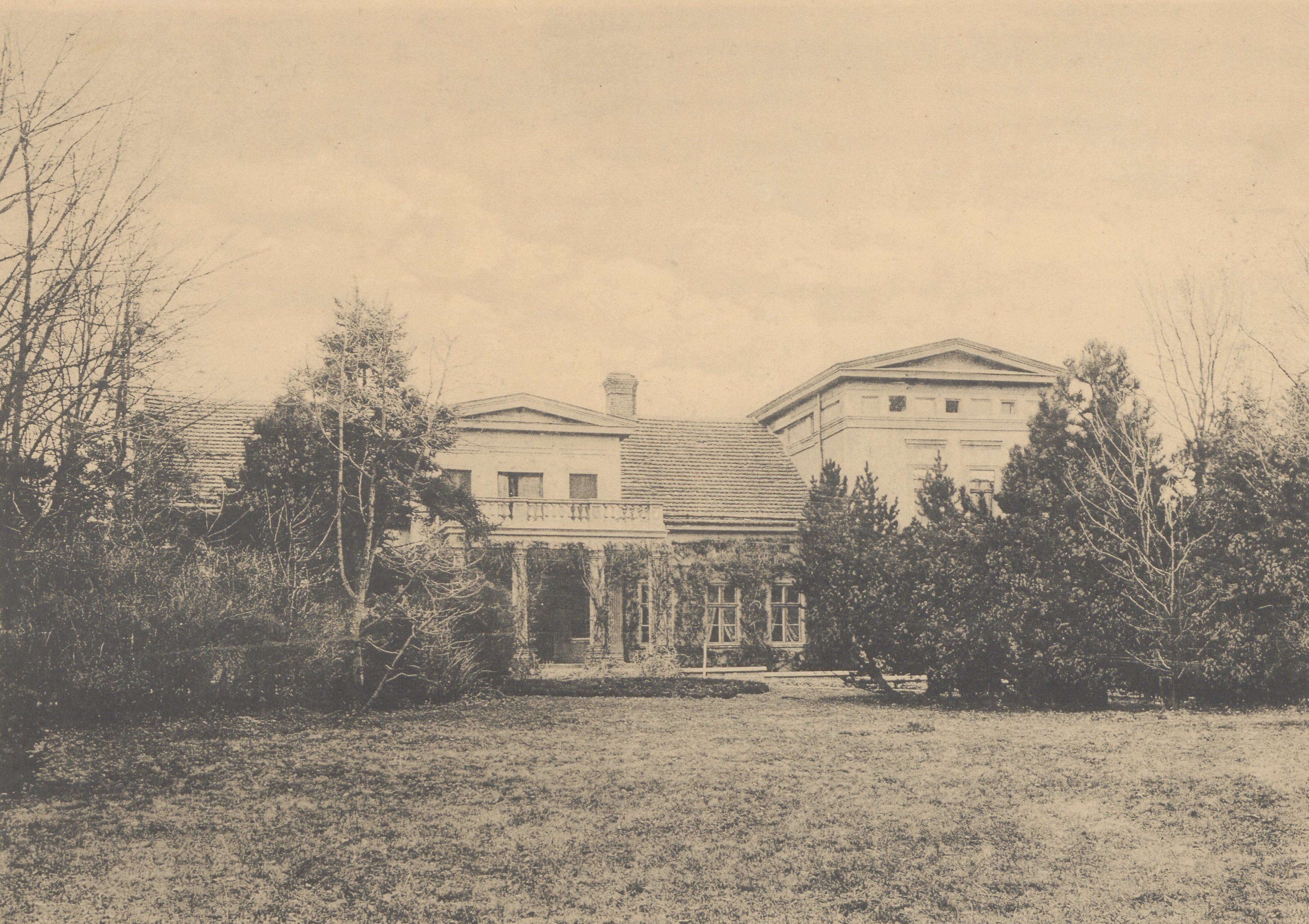
Widok dworu przed 1912

- Dwór z lat 80. XIX wieku - parterowy budynek z piętrowym ryzalitem frontowym. Dwór jest poprzedzony gankiem podjazdowym wspartym na toskańskich kolumnach. W 1947 roku zamieniony na szkołę podstawową.